# (557) Violetta
(557) Violetta – planetoida z grupy pasa głównego asteroid okrążająca Słońce w ciągu 3 lat i 299 dni w średniej odległości 2,44 j.a. Została odkryta 26 stycznia 1905 roku w Landessternwarte Heidelberg-Königstuhl w Heidelbergu przez Maxa Wolfa. Nazwa planetoidy pochodzi od kurtyzany Violetty Valery, bohaterki opery La Traviata Giuseppe Verdiego, napisanej na podstawie powieści Dama kameliowa Aleksandra Dumas. Przed jej nadaniem planetoida nosiła oznaczenie tymczasowe (557) 1905 PY.